# 拉米達·緹拉帕
拉米達·緹拉帕 （羅馬化：Ramida Theerapat，1997年4月6日—），出生地泰國曼谷，小名Prapye，為泰國女演員及模特。現為泰國7台旗下藝人。

## 生平
Prapye於1997年4月6日出生於泰國曼谷的康民醫院。2020年於泰國國立法政大學的創新學院英語系取得學士學位畢業。

## 演藝經歷
Prapye是在某次機緣下被導演相中，當時就讀高中的她，受邀拍攝泰國肯德基電視廣告。之後又被邀約成為泰國7台的節目播報員。2016年以電視劇《快樂軍營》正式出道。

## 影視作品

### 電視劇
| 首播年份 | 戲名                 | 戲名         | 播放平台 | 角色             | 備註 |
| 首播年份 | 譯名                 | 原文名       | 播放平台 | 角色             | 備註 |
| 2017年   | 《天生烏鴉》         |              | Ch7HD    | Kratae           | 主演 |
| 2018年   | 《甜蜜愛情》         |              | Ch7HD    | Jaew             | 主演 |
| 2018年   | 《暴風中的草花》     |              | Ch7HD    | Dusita           | 配角 |
| 2019年   | 《美裡藏針》         |              | Ch7HD    | Sun Ling         | 主演 |
| 2020年   | 《你是我心中的太陽》 |              | Ch7HD    | Naynapa （Naen） | 主演 |
| 2022年   | 《甜蜜之禁》         |              | Ch7HD    | Phraota          | 主演 |
| 2022年   | 《甜蜜之禁》         | Sainamphueng | Ch7HD    |                  | 主演 |
| 2023年   | 《親愛的女士》       |              | Ch7HD    | Lalin            | 主演 |
| 2024年   | 《山影之虎》         |              | Ch7HD    |                  | 主演 |

### 單元劇
| 首播年份 | 戲名                       | 戲名   | 播放平台 | 角色        | 備註 |
| 首播年份 | 譯名                       | 原文名 | 播放平台 | 角色        | 備註 |
| 2016年   | 《國王的榮譽之最後的曙光》 |        | Ch7HD    | Plengchanok | 主演 |